# 러레인 뉴먼

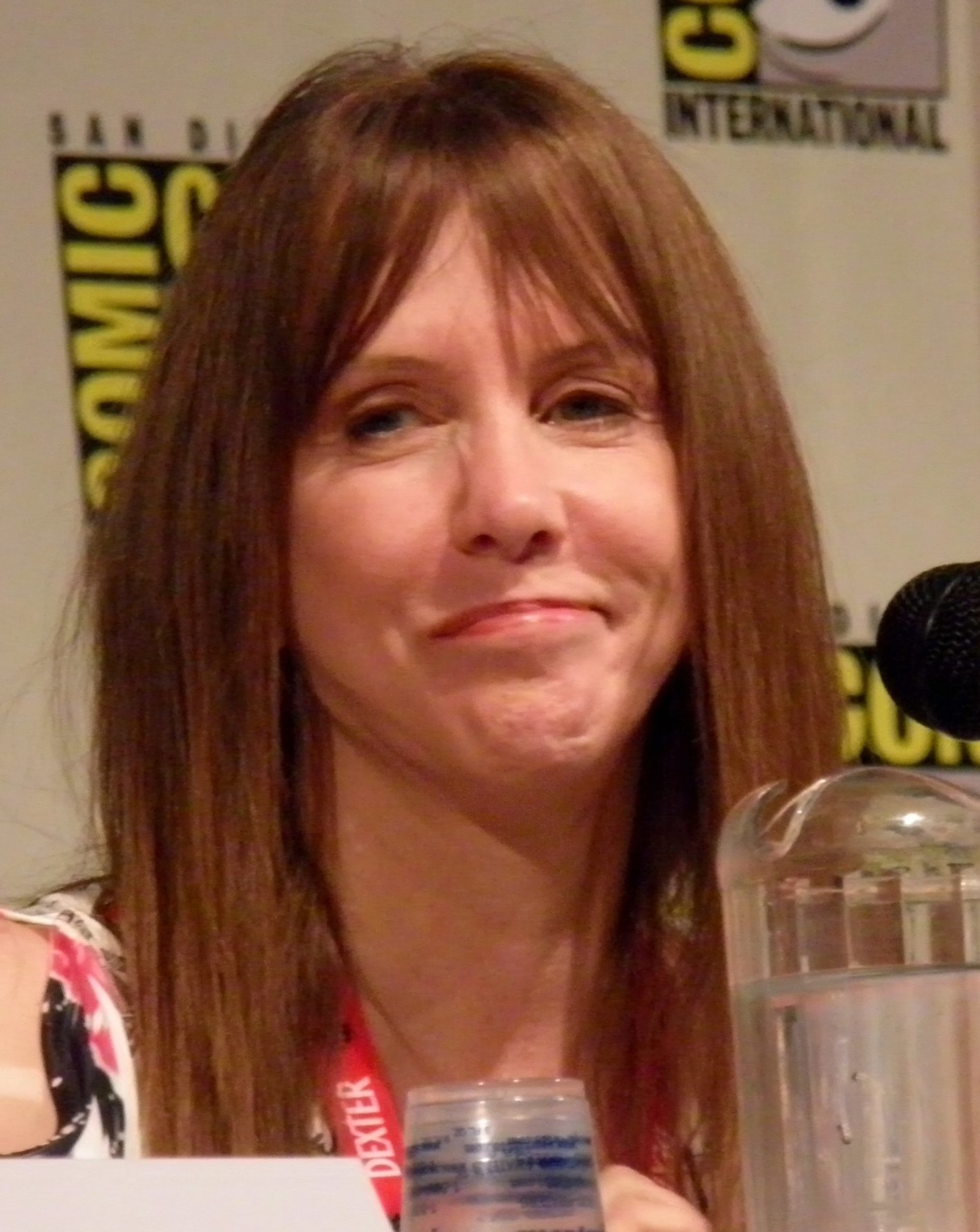

러레인 뉴먼(Laraine Newman, 1952년 3월 2일 ~ )는 미국의 배우이다.
로스앤젤레스에서 태어났다.

## 영화
- 트롤헌터 시즌1 (2016년) - 나나 돔잘스키/자넷 목소리 역
- 오즈의 마법사: 돌아온 톰과 제리 (2016년)
- 씽 (2016년) - 미나의 할머니 목소리 역
- 마이펫의 이중생활 (2016년) - 클로이 주인 목소리 역
- 라일리의 첫번째 데이트? (2015년) - 엄마의 소심 목소리 역
- 미니언즈 (2015년)
- 인사이드 아웃 (2015년) - 엄마의 소심 목소리 역
- 톰과 제리 사라진 드래곤 (2014년)
- 박스트롤 (2014년)
- 주먹왕 랄프 (2012년) - 추가음성 역
- 로렉스 (2012년) - 추가음성 역
- 라푼젤 (2010년)
- 더 혼티드 월드 오브 엘 슈퍼비스토 (2009년)
- 더 구드 패밀리 (2009년)
- 테라 3D: 인류 최후의 전쟁 (2009년)
- 하늘에서 음식이 내린다면 (2009년)
- 호튼 (2008년)
- 엘라의 모험: 해피엔딩의 위기 (2007년)
- 서핑 업 (2007년)
- 신나는 동물농장 (2006년)
- 아이스 에이지 2 (2006년)
- 썸 오브 올 피어스 (2002년)
- 어코딩 투 짐 (2001년) - 오피서 라레인 엘킨 역
- 디 오브롱스 (2001년)
- 천재 소년 지미 뉴트론 (2001년)
- 현대판 톰 소여의 모험 (1998년)
- 라스베가스의 공포와 혐오 (1998년)
- 동물 농장 특공대 (1998년)
- 데몰리션 U (1997년)
- 제7의 천국 (1996년)
- 나 홀로 숲에 (1996년)
- 솔드 아웃 (1996년)
- 공포 비행 (1994년)
- 프렌즈 (1994년)
- 고인돌 가족 (1994년)
- 콘헤드 대소동 (1993년) - 라타 역
- 위치보드 2 (1993년)
- 붉은 돼지 (1992년)
- 쥬니어는 문제아 2 (1991년)
- 팔로우 댓 버드 (1985년)
- 퍼펙트 (1985년)
- 콘헤드 (1983년)
- 나일강의 기적 (1980년)
- 스타더스트 메모리스 (1980년)
- 새터데이 나잇 라이브 (1975년)